# Bir-Hakeim (journal clandestin)
Pour les articles homonymes, voir Bir Hakeim.
Bir-Hakeim, sous titré « Journal républicain mensuel paraissant malgré la Gestapo, malgré le négrier Laval et son gouvernement de Vichy », est un journal clandestin de la Résistance, se réclamant du gaullisme, diffusé sous l'occupation allemande, pendant la Seconde Guerre mondiale, de 1943 à 1944.

## Histoire
Créé en mars 1943 par le journaliste André Jacquelin, aidé de Jeanne Moirod (1905 - 1997) et Gabriel Jeanjacquot, son premier numéro fut édité à 10 000 exemplaires. Il fut imprimé à Bourg-en-Bresse, chez Michallat, puis à Morez pour un numéro spécial sur les Maquis de l’Ain tiré à 150 000 exemplaires. Son financement était assuré par Me Jean Franck de Lausanne
Bir-Hakeim a été le premier journal à relater, dans son numéro de décembre 1943, le défilé du 11 novembre 1943 à Oyonnax.  Information qui sera reprise par la presse anglo-saxonne.
Une plaque apposée rue Littré à Bourg-en-Bresse rend hommage à l'imprimerie Michalat chargée de l'impression du journal.